# Grand Prix Formule 1 van Argentinië 1975
De Grand Prix Formule 1 van Argentinië 1975 werd gehouden op 12 januari 1975 op het Autódromo Oscar Alfredo Gálvez bij Buenos Aires.

## Uitslag
| Positie | Nr | Rijder                | Team            | Ronden | Tijd/Opgave       | Startplaats | Punten |
| ------- | -- | --------------------- | --------------- | ------ | ----------------- | ----------- | ------ |
| 1       | 1  | Emerson Fittipaldi    | McLaren-Ford    | 53     | 1:39:26.29        | 5           | 9      |
| 2       | 24 | James Hunt            | Hesketh-Ford    | 53     | + 5.91            | 6           | 6      |
| 3       | 7  | Carlos Reutemann      | Brabham-Ford    | 53     | + 17.06           | 3           | 4      |
| 4       | 11 | Clay Regazzoni        | Ferrari         | 53     | + 35.79           | 7           | 3      |
| 5       | 4  | Patrick Depailler     | Tyrrell-Ford    | 53     | + 54.25           | 8           | 2      |
| 6       | 12 | Niki Lauda            | Ferrari         | 53     | + 1:19.65         | 4           | 1      |
| 7       | 28 | Mark Donohue          | Penske-Ford     | 52     | + 1 Ronde         | 16          |        |
| 8       | 6  | Jacky Ickx            | Lotus-Ford      | 52     | + 1 Ronde         | 18          |        |
| 9       | 9  | Vittorio Brambilla    | March-Ford      | 52     | + 1 Ronde         | 12          |        |
| 10      | 22 | Graham Hill           | Lola-Ford       | 52     | + 1 Ronde         | 21          |        |
| 11      | 3  | Jody Scheckter        | Tyrrell-Ford    | 52     | + 1 Ronde         | 9           |        |
| 12      | 16 | Tom Pryce             | Shadow-Ford     | 51     | Transmissie       | 14          |        |
| 13      | 23 | Rolf Stommelen        | Lola-Ford       | 51     | + 2 Ronden        | 19          |        |
| 14      | 2  | Jochen Mass           | McLaren-Ford    | 50     | + 3 Ronden        | 13          |        |
| NF      | 8  | Carlos Pace           | Brabham-Ford    | 46     | Motor             | 2           |        |
| NC      | 20 | Arturo Merzario       | Williams-Ford   | 44     | Niet geklasseerd  | 20          |        |
| NF      | 27 | Mario Andretti        | Parnelli-Ford   | 27     | Transmissie       | 10          |        |
| NF      | 14 | Mike Wilds            | BRM             | 24     | Motor             | 22          |        |
| NF      | 5  | Ronnie Peterson       | Lotus-Ford      | 15     | Motor             | 11          |        |
| NF      | 21 | Jacques Laffite       | Williams-Ford   | 15     | Versnellingsbak   | 17          |        |
| NF      | 30 | Wilson Fittipaldi Jr. | Fittipaldi-Ford | 12     | Ongeluk           | 23          |        |
| DQ      | 18 | John Watson           | Surtees-Ford    | 6      | Gediskwalificeerd | 15          |        |
| NS      | 17 | Jean-Pierre Jarier    | Shadow-Ford     | 0      | Transmissie       | 1           |        |

## Statistieken
| Pole-position | Jean-Pierre Jarier | Shadow-Ford  | 1:49.21 |
| Snelste ronde | James Hunt         | Hesketh-Ford | 1:50.91 |

## Noot
- Dit was het debuut van de Argentijnse coureur Nestor García-Vega.
- Dit was de tweehonderdste Grand Prix-start voor een Franse coureur en de tweehonderdste Grand Prix-start voor een Amerikaanse coureur.
- Eerste pole position voor Jean-Pierre Jarier, hoewel een technisch mankement bij aanvang van de race betekende dat hij niet zou starten.
- Eerste rondes als raceleider voor James Hunt.

1953 · 1954 · 1955 · 1956 · 1957 · 1958 · 1960 · 1971 · 1972 · 1973 · 1974 · 1975 · 1977 · 1978 · 1979 · 1980 · 1981 · 1995 · 1996 · 1997 · 1998